# Optika
Optika (z řeckého optikós, což znamená „týkající se vidění“, od óps znamenající „oko, zrak“) je disciplína fyziky, která se v původním smyslu zabývá světlem, jeho šířením v různých prostředích a na jejich rozhraních, zabývá se vzájemným působením světla a látky, zkoumá podstatu světla a další jevy, které se světlem souvisejí. Světlo je však pouze částí spektra elektromagnetického záření. Také ostatní druhy záření mají velké množství vlastností, které je vhodné popisovat prostřednictvím optiky. Optiku je tedy možné chápat jako „nauku o záření“.

## Členění optiky
Podle používaných metod má optika řadu poddisciplín:
- geometrická optika
- svazková optika
- fotometrie
- radiometrie
- vlnová optika
- kvantová optika
- koherenční optika

Podle zaměření na část elektromagnetického spektra lze rozlišovat poddisciplíny:
- klasická optika
- rádiová optika
- rentgenová optika
- elektromagnetická optika

Optika se objevuje také v souvislosti s jinými obory, např.
- optoelektronika
- oční optika
- optometrie

## Geometrická optika
Geometrická optika je nejstarší částí optiky, přičemž vychází z předpokladu, že když jsou rozměry předmětů, skrze něž nebo okolo nichž se světlo šíří, mnohem větší než je jeho vlnová délka, je vlnová povaha světla jen slabě rozeznatelná. Jeho chování může být popsáno pomocí paprsků splňujících geometrické zákony.
Zákony geometrické optiky lze odvodit z Fermatova principu. Fermatův princip říká, že světlo se šíří z jednoho bodu do druhého po takové dráze, že doba potřebná k proběhnutí této dráhy je extrémní. Z toho plynou tři základní zákony geometrické optiky:
1. V homogenním a izotropním prostředí se světlo šíří přímočaře ve tvaru světelných paprsků.
2. Světelné svazky se šíří vzájemně na sobě nezávisle.
3. Na rozhraní dvou homogenních a izotropních prostředí se světelné paprsky řídí zákonem lomu (také Snellův zákon) a zákonem odrazu.

Geometrická optika umožnila konstrukci různých optických systémů, např. dalekohledů.

## Svazková optika
Svazková optika popisuje formu šíření prostorově lokalizovaného světla, jež se zároveň šíří prostorem bez úhlové divergence. Typickými představiteli těchto vln jsou hermiteovské-gaussovské svazky, laguerreovské-gaussovské svazky a besselovské svazky.

## Fotometrie
Představy o intenzitě byly podnětem ke vzniku fotometrie. Fotometrie se zabývá měřením energetického obsahu záření. Fotometrii lze považovat za součást radiometrie.

## Vlnová optika
Vlnová optika respektuje vlnový charakter světla, je však přiblížením (platným pro mnohé optické jevy), v němž je světlo popsáno pomocí skalární funkce. Při popisu lze použít Huygensův princip.
Vlnová optika studuje jevy, které souvisí s vlnovým charakterem záření, jako např. interference, disperze a polarizace.

## Kvantová optika
Kvantová optika zohledňuje skutečnost, že v oblasti světla existují významné jevy, jež nejsou popsatelné klasickou fyzikou a je pro ně třeba použít přístup kvantové fyziky (obvykle kvantovou elektrodynamiku).
Mezi jevy, které ukazují na kvantový charakter záření, lze zařadit např. fotoelektrický jev.

## Elektromagnetická optika
Elektromagnetická optika je postavena na Maxwellových rovnicích jako obecném popisu elektromagnetického pole a v souladu s tím charakterizuje světlo pomocí vektorových veličin; představuje nejpřesnější teorii světla v rámci klasické fyziky.